# FC Motagua
Fútbol Club Motagua – honduraski klub piłkarski z siedzibą w stołecznym mieście Tegucigalpa. Występuje w rozgrywkach Liga Nacional. Domowe mecze rozgrywa na obiekcie Estadio Nacional Chelato Uclés.

## Osiągnięcia

### Krajowe
- Liga Nacional

| zwycięstwo (19):     | 1968, 1970, 1973, 1978, 1991, 1997 (A), 1998 (C), 1999 (A), 2000 (C), 2001 (A), 2006 (A), 2011 (C), 2014 (A), 2016 (A), 2017 (C), 2018 (A), 2019 (C), 2022 (C), 2024 (A) |
| drugie miejsce (16): | 1970, 1974, 1976, 1982, 1990, 1994, 2003 (C), 2007 (A), 2010 (C), 2015 (C), 2015 (A), 2017 (A), 2018 (C), 2021 (C), 2022 (A), 2023 (A)                                   |

- Copa de Honduras

| zwycięstwo (1):     | 1968                   |
| drugie miejsce (4): | 1993, 1995, 1997, 1998 |

- Supercopa de Honduras

| zwycięstwo (1):     | 2017 |
| drugie miejsce (0): | –    |

### Międzynarodowe
- Copa Interclubes UNCAF

| zwycięstwo (1):     | 2007 |
| drugie miejsce (0): | –    |

- Liga CONCACAF

| zwycięstwo (0):     | –                |
| drugie miejsce (3): | 2018, 2019, 2021 |

## Historia

### Początki
Klub Motagua założony został 29 sierpnia 1928 roku na spotkaniu w domu wdowy Marthy Vélez de Ramos z inicjatywy Marco Antonio Ponce’a i przy wsparciu Marco Antonio Rosy. Klub powstał jako fuzja rozwiązanych klubów: America, Honduras, Atlético i Aguila. Motagua swój pierwszy mecz rozegrała 25 listopada 1928 roku z drużyną Tejeros del España pochodzącej z dzielnicy Guanacaste. Mecz zakończył się wynikiem 1:1. Głównym sędzią spotkania był Herasmo Velásquez, a kapitanem drużyny Motagua – Constantine Gálvez „Tatino”. Drużynę prowadził pierwszy trener w historii klubu – Daniel Bustillo.

### Liga zawodowa
W sezonie 1965/66 klub Motagua zadebiutował w honduraskiej lidze zawodowej. Pierwszy mecz 18 lipca klub rozegrał w miejscowości La Ceiba z miejscowym zespołem Vida, przegrywając aż 1:4. Jednak trzy lata później, w roku 1968, Motagua prowadzona przez Rodolfo Godoya zdobyła swój pierwszy tytuł mistrza Hondurasu.
W pierwszej połowie lat 70. klub zdobył mistrzostwo Hondurasu dwukrotnie – w sezonie 1970/71 i 1973/74. Motagua stała się jednym z najsilniejszych klubów w kraju. W sezonie 1972/73 Motagua była pewna zwycięstwa, jednak po 9 kolejkach rozgrywki ligowe zakończono z powodu prolemów finansowych. Pomimo że klub Motagua zdecydowanie prowadził w tabeli (6 zwycięstw, 3 remisy i żadnej porażki), mistrzostwa w tym sezonie nikomu nie przyznano.
Po czwarty tytuł klub Motagua sięgnął w sezonie 1978/79. Reprezentacja Hondurasu, która zakwalifikowała się do finałów mistrzostw świata w 1982 roku w większości składała się z piłkarzy klubów Motagua i Real España.
Po 13 słabszych latach kolejny tytuł mistrza kraju klub zdobył w sezonie 1991/92. Jednak lata 90. to przede wszystkim świetna postawa klubu w zarzuconym dziś pucharze Hondurasu, w którym Motagua aż czterokrotnie (1993/1994, 1995/1996, 1997/1998 i 1998/1999) dotarła do finału.
Sezon 1997/98 na skutek wprowadzonych regorm podzielony był na dwa turnieje – Apertura i Clausura. Odtąd w ciągu jednego sezonu Honduras miał dwóch mistrzów. Motagua w sezonie 1997/98 wygrała zarówno turniej Clausura, jak i turniej Apertura, stając się pierwszym w historii Hondurasu podwójnym mistrzem kraju. Drugi raz identycznego wyczynu klub dokonał w sezonie 1999/2000. W styczniu 1999 roku Motagua po pokonaniu Platense Puerto Cortés zdobyła superpuchar Hondurasu.
Reprezentacja Hondurasu do lat 23, która wywalczyła awans do Igrzysk Olimpijskich w roku 2000, oparta była w znacznej części na piłkarzach klubu Motagua.
Ostatni tytuł mistrza Hondurasu Motagua zdobyła 17 grudnia 2006 roku (Apertura 2006/2007) pokonując w finale klub Olimpia Tegucigalpa (który poprzednio zdobył mistrzostwo Hondurasu trzy razy z rzędu).

### Wyniki w lidze i pucharze w okresie futbolu zawodowego
| Sezon     | Miejsce    | M  | Z  | R  | P  | BZd | BSt | Pkt | Puchar     | Superpuchar   |
| --------- | ---------- | -- | -- | -- | -- | --- | --- | --- | ---------- | ------------- |
| 1965-66   | 9          | 18 | 03 | 04 | 11 | 14  | 25  | 10  | Nie grano  | Nie grano     |
| 1966-67   | 9          | 18 | 03 | 05 | 10 | 24  | 31  | 13  | Nie grano  | Nie grano     |
| 1967-68   | 6          | 18 | 06 | 05 | 07 | 22  | 21  | 17  | Nie grano  | Nie grano     |
| 1968-69   | Mistrz     | 27 | 17 | 05 | 05 | 45  | 23  | 39  | Mistrz     | Nie grano     |
| 1969-70   | Wicemistrz | 27 | 13 | 09 | 05 | 38  | 26  | 35  | Nie grano  | Nie grano     |
| 1970-71   | Mistrz     | 28 | 13 | 12 | 03 | 44  | 19  | 38  | Nie grano  | Nie grano     |
| 1971-72   | Trzeci     | 27 | 14 | 05 | 08 | 37  | 23  | 33  | Nie grano  | Nie grano     |
| 1972-73   | przerwane  | 9  | 6  | 3  | 0  | 18  | 7   | 15  | ?          | Nie grano     |
| 1973-74   | Mistrz     | 27 | 13 | 13 | 01 | 39  | 15  | 39  | Nie grano  | Nie grano     |
| 1974-75   | Wicemistrz | 40 | 18 | 17 | 05 | 44  | 21  | 53  | Nie grano  | Nie grano     |
| 1975-76   | Trzeci     | 34 | 11 | 18 | 05 | 32  | 22  | 40  | Nie grano  | Nie grano     |
| 1976-77   | Wicemistrz | 35 | 17 | 11 | 07 | 38  | 22  | 45  | Nie grano  | Nie grano     |
| 1977-78   | Trzeci     | 35 | 14 | 12 | 09 | 38  | 30  | 40  | Nie grano  | Nie grano     |
| 1978-79   | Mistrz     | 37 | 19 | 13 | 05 | 51  | 24  | 51  | Nie grano  | Nie grano     |
| 1979-80   | 6          | 28 | 09 | 09 | 10 | 30  | 31  | 27  | Nie grano  | Nie grano     |
| 1980-81   | 6          | 27 | 06 | 15 | 06 | 32  | 31  | 27  | Nie grano  | Nie grano     |
| 1981-82   | Trzeci     | 39 | 19 | 11 | 09 | 49  | 33  | 49  | Nie grano  | Nie grano     |
| 1982-83   | Wicemistrz | 35 | 11 | 18 | 06 | 45  | 36  | 40  | Nie grano  | Nie grano     |
| 1983-84   | 5          | 36 | 14 | 09 | 13 | 36  | 35  | 37  | Nie grano  | Nie grano     |
| 1984-85   | 5          | 36 | 11 | 13 | 12 | 30  | 33  | 35  | Nie grano  | Nie grano     |
| 1985-86   | Trzeci     | 24 | 07 | 11 | 06 | 18  | 23  | 25  | Nie grano  | Nie grano     |
| 1986-87   | 6          | 28 | 08 | 12 | 08 | 30  | 31  | 28  | Nie grano  | Nie grano     |
| 1987-88   | 6          | 27 | 09 | 08 | 10 | 32  | 37  | 26  | Nie grano  | Nie grano     |
| 1988-89   | Trzeci     | 36 | 11 | 18 | 07 | 30  | 26  | 40  | Nie grano  | Nie grano     |
| 1989-90   | Trzeci     | 35 | 11 | 13 | 11 | 34  | 31  | 35  | Nie grano  | Nie grano     |
| 1990-91   | Wicemistrz | 38 | 11 | 18 | 09 | 34  | 28  | 41  | Nie grano  | Nie grano     |
| 1991-92   | Mistrz     | 37 | 17 | 08 | 12 | 43  | 33  | 42  | Nie grano  | Nie grano     |
| 1992-93   | 4          | 35 | 12 | 13 | 10 | 51  | 47  | 37  | ?          | Nie grano     |
| 1993-94   | Wicemistrz | 33 | 09 | 15 | 09 | 34  | 31  | 33  | Wicemistrz | Nie grano     |
| 1994-95   | 5          | 29 | 15 | 09 | 05 | 44  | 27  | 54  | ?          | Nie grano     |
| 1995-96   | 4          | 33 | 14 | 07 | 12 | 44  | 36  | 49  | Wicemistrz | Nie grano     |
| 1996-97   | 6          | 29 | 11 | 10 | 08 | 40  | 29  | 43  | ?          | Did not enter |
| 1997-98 A | Mistrz     | 26 | 13 | 09 | 04 | 31  | 21  | 48  | Wicemistrz | Mistrz        |
| 1997-98 C | Mistrz     | 26 | 17 | 07 | 02 | 50  | 21  | 58  | –          | Nie grano     |
| 1998-99   | Trzeci     | 22 | 09 | 07 | 06 | 29  | 27  | 34  | Wicemistrz | Nie grano     |
| 1999-00 A | Mistrz     | 24 | 12 | 11 | 01 | 45  | 19  | 47  | Nie grano  | Nie grano     |
| 1999-00 C | Mistrz     | 24 | 11 | 11 | 02 | 34  | 23  | 44  | Nie grano  | Nie grano     |
| 2000-01 A | 5          | 20 | 07 | 09 | 04 | 22  | 18  | 30  | Nie grano  | Nie grano     |
| 2000-01 C | 7          | 20 | 02 | 13 | 05 | 25  | 29  | 19  | Nie grano  | Nie grano     |
| 2001-02 A | Mistrz     | 22 | 10 | 08 | 04 | 29  | 19  | 38  | Nie grano  | Nie grano     |
| 2001-02 C | 8          | 18 | 04 | 07 | 07 | 12  | 16  | 19  | Nie grano  | Nie grano     |
| 2002-03 A | 5          | 18 | 07 | 05 | 06 | 24  | 23  | 26  | Nie grano  | Nie grano     |
| 2002-03 C | Wicemistrz | 22 | 08 | 09 | 05 | 24  | 19  | 35  | Nie grano  | Nie grano     |
| 2003-04 A | 5          | 18 | 07 | 03 | 08 | 22  | 22  | 24  | Nie grano  | Nie grano     |
| 2003-04 C | 5          | 16 | 06 | 05 | 05 | 22  | 20  | 23  | Nie grano  | Nie grano     |
| 2004-05 A | 9          | 18 | 04 | 06 | 08 | 20  | 25  | 18  | Nie grano  | Nie grano     |
| 2004-05 C | 5          | 18 | 04 | 11 | 03 | 18  | 18  | 23  | Nie grano  | Nie grano     |
| 2005-06 A | 10         | 18 | 03 | 05 | 10 | 16  | 26  | 14  | Nie grano  | Nie grano     |
| 2005-06 C | Trzeci     | 20 | 09 | 05 | 06 | 27  | 23  | 32  | Nie grano  | Nie grano     |
| 2006-07 A | Mistrz     | 22 | 11 | 05 | 06 | 37  | 26  | 38  | Nie grano  | Nie grano     |
| 2006-07 C | 4          | 20 | 10 | 01 | 09 | 32  | 30  | 31  | Nie grano  | Nie grano     |

### Trenerzy w historii klubu
- Hernaín Arzú
- Manuel Bonilla
- Alejandro Dominguez
- Rodolfo Godoy
- Carlos Jurado
- Esteban Kovacs
- Ramón Maradiaga
- Lurio Martínez
- Néstor Matamala
- Alfonso Navarro
- Carlos Padilla
- Javier Padilla
- Edwin Pavón
- Angel Ramon Rodríguez
- Roger Rojas
- Elmer Romero
- José Treviño
- Juan Velásquez
- Gilberto Yearwood

### Prezesi klubu
Lista chronologiczna:
- Marco Antonio Rosa
- Edgardo Zúniga
- Manuel Caceres
- Celestino Caceres
- Gonzalo Carías
- Cesar Romero
- Antonio Urquía
- Juda Guzmán
- Silverio Henriquez
- Lurio Martínez
- Carlos Arriaga
- Carlos Amador
- Carlos Crúz
- Mario Rivera López
- Joaquín Gonzales
- Octasiano Valerio
- Horacio Fortín
- Saturnino Vidaurreta
- Heriberto Gómez
- Tulio Bueso
- Fausto Flores
- Gustavo Adolfo Alvarado
- Pedro Atala
- Salvador Lamas
- Juan Angel Arias
- Cristobal Simón
- Francisco Zepeda
- Leónidas Rosa Bautista
- Jorge Abudoj
- Eduardo Atala
- Marco Túlio Gutierrez
- Javier Atala
- Pedro Atala

## Aktualny skład
Stan na 1 października 2023.
| Nr | Poz. | Piłkarz                   |
| -- | ---- | ------------------------- |
| 1  | BR   | Enrique Facussé           |
| 2  | OB   | Kevin Álvarez             |
| 3  | OB   | Carlos Meléndez           |
| 4  | OB   | Luis Vega                 |
| 5  | OB   | Marcelo Pereira (kapitan) |
| 6  | OB   | Riky Zapata               |
| 7  | NA   | Iván López                |
| 8  | PO   | Wálter Martínez           |
| 10 | NA   | Yeison Mejía              |
| 11 | NA   | Agustín Auzmendi          |
| 12 | OB   | Marcelo Santos            |
| 14 | OB   | Carlos Argueta            |
| 15 | PO   | Edwin Maldonado           |
| 16 | PO   | Carlos Mejía              |
| 17 | OB   | Wesly Decas               |

| Nr | Poz. | Piłkarz           |
| -- | ---- | ----------------- |
| 18 | NA   | Lucas Campana     |
| 19 | BR   | Jonathan Rougier  |
| 21 | NA   | José Escalante    |
| 23 | PO   | Juan Delgado      |
| 24 | PO   | Antony García     |
| 26 | PO   | Denis Meléndez    |
| 27 | NA   | Jairo Róchez      |
| 29 | NA   | Andy Hernández    |
| 32 | PO   | Jonathan Núñez    |
| 33 | OB   | Fabricio Galindo  |
| 34 | OB   | Giancarlos Sacaza |
| 50 | NA   | Aarón Barrios     |
| 59 | NA   | José Oliva        |
| 67 | PO   | Rodrigo Rodríguez |